# Guilty Pleasures (album)
Guilty Pleasures er det andet studiealbum af den danske rockguitarist, Søren Andersen. Albummet udkom 11. oktober 2019 hos Mighty Music/Target Records. 
Anmeldelserne var generelt gode. Musikmagasinet Gaffa kaldte Andersens udtryk "farverigt og højtflyvende" og roste desuden sammenspillet med den "evigt solide Morten Hellborn bag trommerne". Det internationale webmagasin, Metal Temple gik endda så vidt som at kalde Andersens guitarspil både "Excellent", "Unique" og "Fun" i deres anmeldelse af albummet.
Flere prominente musiknavne deltog ved indspilningerne til albummet. Således optræder blandt andre Chad Smith (Red Hot Chili Peppers), Glenn Hughes (Deep Purple), Marco Mendoza (Thin Lizzy, Black Star Riders) og den danske bassist, Ida Nielsen (Prince) på Guilty Pleasures.

## Spor
1. "City of Angels" - (04:00)
2. "Agent Wells" - (04:17)
3. "The Kid" - (04:33)
4. "Satori " - (05:18)
5. "Skybar" - (03:49)
6. "Bad Weather" - (04:28)
7. "Beirut" - (04:01)
8. "Bird Feeder" - (04:57)
9. "1983" - (04:48)
10. "Bipolar" - (04:57)